# 1942

## Події
- 13 лютого — розпочався примусовий вивіз українського населення з окупованих територій на працю до Німеччини
- 19 лютого- Бомбардування Яви і Нової Гвінеї Японією
- 14 жовтня — створено Українську повстанську армію (УПА)

## Вигадані події
- У 1942 році відбуваються події фільму «Перший месник».

## Наука
- Створення першого атомного реактора, Е.Фермі
- Ганнес Альфвен висловив припущення про існування магнітогідродинамічних хвиль у плазмі.

## Народились
Дивись також Категорія:Народились 1942
- 3 січня — Ласло Шойом, президент Угорщини.
- 5 січня — Феррейра да Сілва Еусебіу, португальський футболіст.
- 8 січня  — Стівен Гокінг, видатний британський фізик-теоретик, член Британського наукового Королівського товариства та Академії наук США.
- 7 січня — Василь Іванович Алексєєв, радянський спортсмен-важкоатлет, дворазовий олімпійський чемпіон, володар 80 світових рекордів
- 15 січня — Барбара Тарбак, американська акторка кіно, театру і телебачення.
- 17 січня — Мухамед Алі, американський боксер.
- 26 січня — Скотт Гленн, американський кіноактор.
- 1 лютого — Лев Лещенко, російський естрадний співак.
- 16 лютого — Кім Чен Ір, керівник КНДР (з 1997 р.).
- 20 лютого — Філ Еспозіто, легендарний канадський хокеїст.
- 21 лютого — Алентова Віра Валентинівна, російська акторка.
- 28 лютого — Діно Дзофф, італійський футболіст (воротар), тренер.
- 28 лютого — Браян Джонс, англійський рок-музикант (Rolling Stones).
- 2 березня — Джон Ірвінг, американський письменник.
- 3 березня — Йон Ілієску, румунський політичний діяч, президент Румунії (1989—1996, з 2000 р.).
- 11 березня — Олександр Басилая, грузинський композитор, художній керівник ансамблю «Іверія».
- 13 березня — Махмуд Дарвиш, палестинський поет.
- 25 березня — Арета Франклін, американська співачка.
- 27 березня — Майкл Йорк, англійський кіноактор.
- 6 квітня — Баррі Левінсон, американський кінорежисер, письменник.
- 19 квітня — Алан Прайс, англійський рок-музикант, співак.
- 24 квітня — Барбра Стрейзанд, американська співачка.
- 2 травня — Жак Рогге, 8-й президент Міжнародного олімпійського комітету (від 2001).
- 14 травня — Валерій Миколайович Брумель, російський легкоатлет, олімпійський чемпіон (1964) зі стрибків у висоту.
- 25 травня — Олександр Олександрович Калягін, російський актор.
- 29 травня — Кевін Конвей, актор.
- 18 червня — Пол Маккартні, музикант, композитор, співак (The Beatles, Wings).
- 18 червня — Табо Мбекі, соратник Нельсона Мандели.
- 20 червня — Браян Вілсон, музикант, композитор, лідер гурту The Beach Boys.
- 24 червня — Мік Флітвуд, ударник групи Fleetwood Mac.
- 30 червня — Роберт Баллард, геолог; у 1985 році знайшов затонулий «Титанік».
- 1 липня — Женев'єв Бюжо, французька акторка.
- 13 липня — Гаррісон Форд, актор.
- 14 липня — Хав'єр Солана, генеральний секретар Ради Європейського Союзу (з 1999 р.).
- 16 липня — Маргарет Корт-Сміт, австралійська тенісистка.
- 17 липня — Муслім Магомаєв, азербайджанський співак, композитор.
- 24 липня — Ірина Мірошниченко, російська акторка.
- 1 серпня — Джеррі Гарсія, американський рок-музикант (Grateful Dead).
- 1 серпня — Джанкарло Джанніні, італійський актор.
- 2 серпня — Ізабель Альєнде, чилійська письменниця.
- 6 серпня — Калашникова Галина Олексіївна, український звукооператор.
- 10 серпня — Соснихін Вадим, український футболіст.
- 15 серпня — Заклунна-Мироненко Валерія Гавриїлівна, Народна артистка України.
- 17 серпня — Магомаєв Муслім, азербайджанський співак.
- 25 серпня — Терехова Маргарита, російська акторка.
- 10 вересня — Денні Гаттон, американський поп-співак (Three Dog Night).
- 13 вересня — Муаммар Каддафі, глава Лівії.
- 11 жовтня — Володимир Яворівський, український письменник, політик.
- 24 жовтня — Дінара Кулдашівна Асанова, російський кінорежисер.
- 26 жовтня — Боб Госкінс, англійський актор.
- 1 листопада — Ларрі Флінт, американський видавець.
- 17 листопада — Мартін Скорсезе, американський кінорежисер.
- 19 листопада — Келвін Кляйн, американський кутюр'є.
- 27 листопада — Джимі Гендрікс, американський рок-музикант, гітарист, співак.
- 20 грудня — Жан-Клод Тріше, голова Європейського центрального банку (з 2003 року).
- 30 грудня — Янко Прунк видатний словенський історик.
- 31 грудня — Енді Саммерс, англійський рок-музикант, співак (The Police).

## Померли
Дивись також Категорія:Померли 1942
- 23 січня —Фелікс Гаусдорф, німецький математик, один з основоположників сучасної топології
- лютий — Роман Марчак, голова Проводу ОУН(р) Житомирщини, член Центрального Проводу ОУН(р).
- 23 лютого — Стефан Цвейг, австрійський письменник, критик, автор численних белетризованих біографій
- 16 травня — Броніслав Малиновський, польсько-англійський антрополог, етнограф і соціолог
- 29 травня — Джон Беррімор, американський актор театру, німого й звукового кіно, що вважається одним із найкращих акторів свого покоління
- 28 червня — Янка Купала, білоруський класик літератури, письменник, поет та драматург
- 6 серпня — Януш Корчак, польський дитячий лікар, письменник, педагог, гуманіст
- 13 листопада — Деніел Каллаган, контрадмірал і військово-морський діяч США

## Нобелівська премія
Премію не присуджували

## Сталінська премія
- Бернштейн Сергій Натанович